# Артјом
Артјом (рус. Артём) град је у Русији у Приморском крају. Према попису становништва из 2010. у граду је живело 102.636 становника.

## Становништво
Према прелиминарним подацима са пописа, у граду је 2010. живело 102.636 становника, 38.491 (60,01%) више него 2002.
| 1939.  | 1959.  | 1970.  | 1979.  | 1989.  | 2002.  | 2010.   |
| ------ | ------ | ------ | ------ | ------ | ------ | ------- |
| 34.926 | 55.531 | 61.412 | 68.520 | 68.887 | 64.145 | 102.603 |